# Pisică de stuf
Pisica de stuf (Felis chaus), numită și pisică sălbatică de stuf sau pisică de junglă, este o felidă de mărime medie nativă din regiunea Mediteranei Orientale⁠(en)[traduceți] și Caucaz până în părți din Asia Centrală, de Sud și de Sud-Est. Populează predominant zone umede precum mlaștini, zone litorale și riverane⁠(en)[traduceți] cu vegetație deasă. Este clasificată drept specie neamenințată cu dispariția pe Lista roșie a IUCN și este amenințată în principal de distrugerea zonelor umede, prinderea în capcană și otrăvire.
Pisica de stuf are o blană uniform nisipie, brună-roșiatică sau cenușie fără puncte; se cunosc, de asemenea, indivizi cu melanism și cu albinism. Este solitară în natură, exceptând în timpul sezonului de împerechere și familiile formate din mamă și pui. 
Adulții mențin teritorii împroșcând cu urină și marcând cu miros. Prăzile sale preferate sunt mamifere mici și păsări. Vânează pândindu-și prada, după care țâșnește sau sare; urechile ajută la identificarea locației prăzii. Ambele sexe devin mature sexual⁠(en)[traduceți] până ce ating vârsta de un an; femele intră în estru din ianuarie până în martie. Comportamentul de împerechere este asemănător cu cel al pisicii domestice: masculul urmărește femela aflată la estru, o apucă de ceafa gâtului și o încalecă. Gestația durează aproape două luni. Nașterile au loc între decembrie și iunie, însă acest aspect poate să varieze la nivel geografic. Puii încep să își prindă propria lor pradă la vârsta de în jur de șase luni și părăsesc mama după opt sau nouă luni.
Specia a fost descrisă pentru prima oară de Johann Anton Güldenstädt⁠(en)[traduceți] în 1776 pe baza unui specimen prins într-o zonă umedă caucaziană. Johann Christian Daniel von Schreber⁠(en)[traduceți] i-a acordat pisicii de stuf numele binomial din prezent și este prin urmare în general considerat autoritatea binomialului. Trei subspecii sunt recunoscute în prezent.

## Taxonomie și filogenie

### Istorie taxonomică
Naturalistul german baltic Johann Anton Güldenstädt⁠(en)[traduceți] a fost primul om de știință care a prins o pisică de stuf în apropierea Râului Terek de la granița de sud a Imperiului Rus, o regiune pe care a explorat-o în perioada 1768–1775 din partea Ecaterinei a II-a a Rusiei. A descris acest specimen în 1776 sub numele de „Chaus”.
În 1778, Johann Christian Daniel von Schreber⁠(en)[traduceți] a folosit chaus drept denumirea speciei și este prin urmare considerat autoritatea binomialului. Paul Matschie⁠(en)[traduceți] în 1912 și Joel Asaph Allen⁠(en)[traduceți] în 1920 au contestat validitatea nomenclaturii lui Güldenstädt, argumentând că denumirea Felis auriculis apice nigro barbatis nu era un nume binomial și că era prin urmare inadecvat, și că „chaus” a fost folosit ca o denumire comună mai degrabă decât ca parte a denumirii științifice.
În anii 1820, Eduard Rüppell⁠(en)[traduceți] a colectat o pisică de stuf femelă în apropierea Lacului Manzala⁠(en)[traduceți] din Delta Nilului. Colecția de ilustrații cu viețuitoare sălbatice indiene a lui Thomas Hardwicke⁠(en)[traduceți] cuprinde primul desen al unei pisici de stuf indiene, numită „pisica aliată” (Felis affinis) de John Edward Gray în 1830. Doi ani mai târziu, Johann Friedrich von Brandt⁠(en)[traduceți] a propus o nouă specie sub denumirea Felis rüppelii, recunoscând gradul de deosebire al pisicii de stuf egiptene. În același an, o pisică împăiată care a fost prinsă în junglele din Midnapore⁠(en)[traduceți] din Bengalul de Vest, India, a fost prezentată la o întâlnire a Societății Asiatice din Bengal. J. T. Pearson, care a donat specimenul, a propus denumirea Felis kutas, remarcând că diferea în colorit de Felis chaus. Isidore Geoffroy Saint-Hilaire⁠(en)[traduceți] a descris o pisică de stuf din zona orașului Dehradun din nordul Indiei în 1844 sub denumirea Felis jacquemontii în amintirea lui Victor Jacquemont⁠(en)[traduceți].
În 1836, Brian Houghton Hodgson⁠(en)[traduceți] a proclamat că pisica cu urechi roșii întâlnită frecvent în Nepal este un râs, așa că a numit-o Lynchus erythrotus; Edward Frederick Kelaart⁠(en)[traduceți] a descris prima piele de pisică de stuf din Sri Lanka în 1852 și a accentuat asemănarea puternică a acesteia cu pisica roșie a lui Hodgson. William Thomas Blanford⁠(en)[traduceți] a subliniat aspectul de râs al pieilor și craniilor de pisică de pe câmpiile din jurul județului Yarkant⁠(en)[traduceți] și prefecturii Kashgar⁠(en)[traduceți] atunci când a descris Felis shawiana în 1876.
Nikolai Severtzov a propus numele generic Catolynx în 1858, urmat de sugestia lui Leopold Fitzinger⁠(en)[traduceți] din 1869 de a numi specia Chaus catolynx. În 1898, William Edward de Winton⁠(en)[traduceți] a propus ca specimenele din Caucaz, Persia și Turkistan să i se subordoneze lui Felis chaus typica și a regrupat specimenele cu constituție mai ușoară din subcontinent indian în F. c. affinis. A redenumit pisica de stuf egipteană ca F. c. nilotica deoarece denumirea Felis rüppelii era deja aplicată unei pisici diferite. O piele colectată în apropiere de Ierihon în 1864 l-a determinat să descrie o subspecie nouă, F. c. furax, fiindcă această piele era mai mică decât alte piei de pisică de stuf egipteană. Câțiva ani mai târziu, Alfred Nehring⁠(en)[traduceți] a descris de asemenea o piele de pisică de stuf colectată în regiunea Palestina, pe care a numit-o Lynx chrysomelanotis. Reginald Innes Pocock⁠(en)[traduceți] a revizuit nomenclatura felidelor în 1917 și a clasificat grupul pisicii de stuf ca parte din genul Felis. Altă subspecie, Felis chaus fulvidina, a fost numită de Oldfield Thomas în 1928.
În cadrul unei expediții în Afganistan din anii 1880 au fost colectate piei de mamifere și ulterior prezentate Muzeului Indian⁠(en)[traduceți]. O piele de pisică fără craniu din zona orașului Maimana din nordul țării a fost inițial identificată ca fiind de Felis caudata, dar în absența unor piei pentru comparație, autorul nu a fost sigur dacă identificarea sa era corectă sau nu. În cadrul revizuirii sale de piei de Felis lybica ornata strânse de la Muzeul Zoologic din Berlin⁠(en)[traduceți], zoologul german Ludwig Zukowsky⁠(de)[traduceți] a redesemnat pielea pisicii din zona orașului Maimana, iar datorită mărimii mai mari și a cozii mai scurte ale acesteia decât cele ale pieilor de caudata, a propus o specie nouă cu denumirea științifică Felis (Felis) maimanah. Zukowsky a presupus că pisica popula regiunea de sud a Râului Amudaria. Zoologul rus Ognev⁠(en)[traduceți] a recunoscut evaluarea lui Zukowsky, dar în același timp a sugerat că sunt necesare mai multe materiale pentru o clasificare taxonomică pusă la punct a acestei pisici. În monografia sa publicată post-mortem despre piei și cranii din genul Felis din colecția Muzeului de Istorie Naturală, taxonomistul britanic Pocock nu a făcut trimitere nici la aprecierea lui Zukowsky, nici la pieile de pisică de stuf din Afganistan. Istoricul britanic de istorie naturală Ellerman⁠(en)[traduceți] și zoologul Morrison-Scott⁠(en)[traduceți] au subordonat provizoriu pielea pisicii din zona orașului Maimana drept subspecie a speciei Felis chaus.
În 1969, biologul rus Heptner a descris o pisică de stuf din zona cursului inferior al Râului Vakhș⁠(en)[traduceți] din Asia Centrală și a propus numele Felis (Felis) chaus oxiana.
În anii 1930, Pocock a revizuit pieile și craniile de pisică de stuf din India Britanică⁠(en)[traduceți] și țări adiacente. Pe baza în principal a diferențelor în lungimea și culoarea blănii, a subordonat specimenele zoologice⁠(en)[traduceți] din Turkistan până în Belucistan lui F. c. chaus, pe cele himalayene lui F. c. affinis, pe cele din Kutch⁠(en)[traduceți] până în Bengal sub F. c. kutas, iar pe cele din Birmania sub F. c. fulvidina. A descris în premieră șase piei mai mari din Sindh drept F. c. prateri, iar pe piei cu blană mai scurtă din Sri Lanka și sudul Indiei drept F. c. kelaarti.

### Clasificare
În 2005, autorii lucrării Mammal Species of the World au recunoscut 10 subspecii ca taxoni valizi⁠(en)[traduceți]. Din 2017 încoace, Cat Specialist Group („Grupul Specialist în Felide”) consideră numai trei subspecii ca fiind valide. Variația geografică a pisicii de stuf nu este încă bine înțeleasă și trebuie să fie examinată.
Următorul tabel se bazează pe clasificarea speciilor oferită în Mammal Species of the World. Arată de asemenea sinonimele folosite în revizuirea făcută de Cat Classification Task Force („Grupul Operativ de Clasificare a Felidelor”):
| Subspecie                          | Sinonimă cu | Răspândire |
| ---------------------------------- | --- | --- |
| Felis chaus chaus Schreber, 1777   | - F. c. furax de Winton, 1898 - F. c. nilotica de Winton, 1898 - F. c. maimanah Zukowsky, 1915 - F. c. oxiana Heptner, 1969 | Caucaz, Turkmenistan, Iran, Belucistan și Yarkant⁠(en)[traduceți], Turkestanul Oriental⁠(en)[traduceți], Palestina, Israel, sudul Siriei, Irak, Egipt; nordul Afganistanului și sudul Râului Amudaria; de-a lungul afluenților Râul Amudaria din partea dreaptă, în cursurile inferioare ale Râului Vakhș⁠(en)[traduceți] întinzându-se către est până în Valea Hisar⁠(en)[traduceți] și un pic până dincolo de Dușanbe. |
| Felis chaus affinis Gray, 1830     | - F. c. kutas Pearson, 1832 - F. c. kelaarti Pocock, 1939 - F. c. prateri Pocock, 1939 - F. c. valbalala Deraniyagala, 1955 | Asia de Sud: regiunea himalayană întinzându-se din Cașmir și Nepal până în Sikkim, Bengal către vest până în Kutch⁠(en)[traduceți] și Yunnan, sudul Indiei și Sri Lanka |
| Felis chaus fulvidina Thomas, 1929 | | Asia de Sud-Est: întinzându-se din Myanmar și Thailanda până în Laos, Cambodgia și Vietnam |

### Filogenie
În 2006, relația filogenetică a pisicii de stuf a fost descrisă după cum urmează:
| Acinonyx | Ghepard (Acinonyx jubatus)                                                          |
|          | Ghepard (Acinonyx jubatus)                                                          |
| Puma     | \| \| Pumă (P. concolor) \| \| \| \| \| \| Jaguarundi (P. yagouaroundi) \| \| \| \| |
|          | \| \| Pumă (P. concolor) \| \| \| \| \| \| Jaguarundi (P. yagouaroundi) \| \| \| \| |
|          | Pumă (P. concolor)                                                                  |
|          |                                                                                     |
|          | Jaguarundi (P. yagouaroundi)                                                        |
|          |                                                                                     |

|  | Pumă (P. concolor)           |
|  |                              |
|  | Jaguarundi (P. yagouaroundi) |
|  |                              |

|  | Pisică sălbatică europeană (F. silvestris silvestris) |
|  |                                                       |
|  | Pisică domestică (F. catus)                           |
|  |                                                       |

|  | F. bieti                                         |
|  |                                                  |
|  | Pisică sălbatică africană (F. silvestris lybica) |
|  |                                                  |

|  | Pisică sălbatică europeană (F. silvestris silvestris) |
|  |                                                       |
|  | Pisică domestică (F. catus)                           |
|  |                                                       |

|  | F. bieti                                         |
|  |                                                  |
|  | Pisică sălbatică africană (F. silvestris lybica) |
|  |                                                  |

|  | Pisică sălbatică europeană (F. silvestris silvestris) |
|  |                                                       |
|  | Pisică domestică (F. catus)                           |
|  |                                                       |

|  | F. bieti                                         |
|  |                                                  |
|  | Pisică sălbatică africană (F. silvestris lybica) |
|  |                                                  |

|  | Pisică sălbatică europeană (F. silvestris silvestris) |
|  |                                                       |
|  | Pisică domestică (F. catus)                           |
|  |                                                       |

|  | F. bieti                                         |
|  |                                                  |
|  | Pisică sălbatică africană (F. silvestris lybica) |
|  |                                                  |

|  | Pisică sălbatică europeană (F. silvestris silvestris) |
|  |                                                       |
|  | Pisică domestică (F. catus)                           |
|  |                                                       |

|  | F. bieti                                         |
|  |                                                  |
|  | Pisică sălbatică africană (F. silvestris lybica) |
|  |                                                  |

|  | Pisică sălbatică europeană (F. silvestris silvestris) |
|  |                                                       |
|  | Pisică domestică (F. catus)                           |
|  |                                                       |

|  | F. bieti                                         |
|  |                                                  |
|  | Pisică sălbatică africană (F. silvestris lybica) |
|  |                                                  |

|  | Pisică sălbatică europeană (F. silvestris silvestris) |
|  |                                                       |
|  | Pisică domestică (F. catus)                           |
|  |                                                       |

|  | F. bieti                                         |
|  |                                                  |
|  | Pisică sălbatică africană (F. silvestris lybica) |
|  |                                                  |

|  | Pisică sălbatică europeană (F. silvestris silvestris) |
|  |                                                       |
|  | Pisică domestică (F. catus)                           |
|  |                                                       |

|  | F. bieti                                         |
|  |                                                  |
|  | Pisică sălbatică africană (F. silvestris lybica) |
|  |                                                  |

|  | Pisică sălbatică europeană (F. silvestris silvestris) |
|  |                                                       |
|  | Pisică domestică (F. catus)                           |
|  |                                                       |

|  | F. bieti                                         |
|  |                                                  |
|  | Pisică sălbatică africană (F. silvestris lybica) |
|  |                                                  |

|  | Pisică sălbatică europeană (F. silvestris silvestris) |
|  |                                                       |
|  | Pisică domestică (F. catus)                           |
|  |                                                       |

|  | F. bieti                                         |
|  |                                                  |
|  | Pisică sălbatică africană (F. silvestris lybica) |
|  |                                                  |

|  | Pisică sălbatică europeană (F. silvestris silvestris) |
|  |                                                       |
|  | Pisică domestică (F. catus)                           |
|  |                                                       |

|  | F. bieti                                         |
|  |                                                  |
|  | Pisică sălbatică africană (F. silvestris lybica) |
|  |                                                  |

|  | Pisică sălbatică europeană (F. silvestris silvestris) |
|  |                                                       |
|  | Pisică domestică (F. catus)                           |
|  |                                                       |

|  | F. bieti                                         |
|  |                                                  |
|  | Pisică sălbatică africană (F. silvestris lybica) |
|  |                                                  |

|  | Pisică sălbatică europeană (F. silvestris silvestris) |
|  |                                                       |
|  | Pisică domestică (F. catus)                           |
|  |                                                       |

|  | F. bieti                                         |
|  |                                                  |
|  | Pisică sălbatică africană (F. silvestris lybica) |
|  |                                                  |

|  | Pisică sălbatică europeană (F. silvestris silvestris) |
|  |                                                       |
|  | Pisică domestică (F. catus)                           |
|  |                                                       |

|  | F. bieti                                         |
|  |                                                  |
|  | Pisică sălbatică africană (F. silvestris lybica) |
|  |                                                  |

|  | Pisică sălbatică europeană (F. silvestris silvestris) |
|  |                                                       |
|  | Pisică domestică (F. catus)                           |
|  |                                                       |

|  | F. bieti                                         |
|  |                                                  |
|  | Pisică sălbatică africană (F. silvestris lybica) |
|  |                                                  |

|  | Pisică sălbatică europeană (F. silvestris silvestris) |
|  |                                                       |
|  | Pisică domestică (F. catus)                           |
|  |                                                       |

|  | F. bieti                                         |
|  |                                                  |
|  | Pisică sălbatică africană (F. silvestris lybica) |
|  |                                                  |

|  | Pisică leopard (P. bengalensis)       |
|  |                                       |
|  | P. javanensis                         |
|  |                                       |
|  | Pisică cu capul turtit (P. planiceps) |
|  |                                       |
|  | Pisică pescar (P. viverrinus)         |
|  |                                       |
|  | Pisică pătată (P. rubiginosus)        |
|  |                                       |

|  | Manul (O. manul) |
|  |                  |

|  | Pisică leopard (P. bengalensis)       |
|  |                                       |
|  | P. javanensis                         |
|  |                                       |
|  | Pisică cu capul turtit (P. planiceps) |
|  |                                       |
|  | Pisică pescar (P. viverrinus)         |
|  |                                       |
|  | Pisică pătată (P. rubiginosus)        |
|  |                                       |

|  | Manul (O. manul) |
|  |                  |

|  | Pisică sălbatică europeană (F. silvestris silvestris) |
|  |                                                       |
|  | Pisică domestică (F. catus)                           |
|  |                                                       |

|  | F. bieti                                         |
|  |                                                  |
|  | Pisică sălbatică africană (F. silvestris lybica) |
|  |                                                  |

|  | Pisică sălbatică europeană (F. silvestris silvestris) |
|  |                                                       |
|  | Pisică domestică (F. catus)                           |
|  |                                                       |

|  | F. bieti                                         |
|  |                                                  |
|  | Pisică sălbatică africană (F. silvestris lybica) |
|  |                                                  |

|  | Pisică sălbatică europeană (F. silvestris silvestris) |
|  |                                                       |
|  | Pisică domestică (F. catus)                           |
|  |                                                       |

|  | F. bieti                                         |
|  |                                                  |
|  | Pisică sălbatică africană (F. silvestris lybica) |
|  |                                                  |

|  | Pisică sălbatică europeană (F. silvestris silvestris) |
|  |                                                       |
|  | Pisică domestică (F. catus)                           |
|  |                                                       |

|  | F. bieti                                         |
|  |                                                  |
|  | Pisică sălbatică africană (F. silvestris lybica) |
|  |                                                  |

|  | Pisică sălbatică europeană (F. silvestris silvestris) |
|  |                                                       |
|  | Pisică domestică (F. catus)                           |
|  |                                                       |

|  | F. bieti                                         |
|  |                                                  |
|  | Pisică sălbatică africană (F. silvestris lybica) |
|  |                                                  |

|  | Pisică sălbatică europeană (F. silvestris silvestris) |
|  |                                                       |
|  | Pisică domestică (F. catus)                           |
|  |                                                       |

|  | F. bieti                                         |
|  |                                                  |
|  | Pisică sălbatică africană (F. silvestris lybica) |
|  |                                                  |

|  | Pisică sălbatică europeană (F. silvestris silvestris) |
|  |                                                       |
|  | Pisică domestică (F. catus)                           |
|  |                                                       |

|  | F. bieti                                         |
|  |                                                  |
|  | Pisică sălbatică africană (F. silvestris lybica) |
|  |                                                  |

|  | Pisică sălbatică europeană (F. silvestris silvestris) |
|  |                                                       |
|  | Pisică domestică (F. catus)                           |
|  |                                                       |

|  | F. bieti                                         |
|  |                                                  |
|  | Pisică sălbatică africană (F. silvestris lybica) |
|  |                                                  |

|  | Pisică sălbatică europeană (F. silvestris silvestris) |
|  |                                                       |
|  | Pisică domestică (F. catus)                           |
|  |                                                       |

|  | F. bieti                                         |
|  |                                                  |
|  | Pisică sălbatică africană (F. silvestris lybica) |
|  |                                                  |

|  | Pisică sălbatică europeană (F. silvestris silvestris) |
|  |                                                       |
|  | Pisică domestică (F. catus)                           |
|  |                                                       |

|  | F. bieti                                         |
|  |                                                  |
|  | Pisică sălbatică africană (F. silvestris lybica) |
|  |                                                  |

|  | Pisică sălbatică europeană (F. silvestris silvestris) |
|  |                                                       |
|  | Pisică domestică (F. catus)                           |
|  |                                                       |

|  | F. bieti                                         |
|  |                                                  |
|  | Pisică sălbatică africană (F. silvestris lybica) |
|  |                                                  |

|  | Pisică sălbatică europeană (F. silvestris silvestris) |
|  |                                                       |
|  | Pisică domestică (F. catus)                           |
|  |                                                       |

|  | F. bieti                                         |
|  |                                                  |
|  | Pisică sălbatică africană (F. silvestris lybica) |
|  |                                                  |

|  | Pisică sălbatică europeană (F. silvestris silvestris) |
|  |                                                       |
|  | Pisică domestică (F. catus)                           |
|  |                                                       |

|  | F. bieti                                         |
|  |                                                  |
|  | Pisică sălbatică africană (F. silvestris lybica) |
|  |                                                  |

|  | Pisică sălbatică europeană (F. silvestris silvestris) |
|  |                                                       |
|  | Pisică domestică (F. catus)                           |
|  |                                                       |

|  | F. bieti                                         |
|  |                                                  |
|  | Pisică sălbatică africană (F. silvestris lybica) |
|  |                                                  |

|  | Pisică sălbatică europeană (F. silvestris silvestris) |
|  |                                                       |
|  | Pisică domestică (F. catus)                           |
|  |                                                       |

|  | F. bieti                                         |
|  |                                                  |
|  | Pisică sălbatică africană (F. silvestris lybica) |
|  |                                                  |

|  | Pisică sălbatică europeană (F. silvestris silvestris) |
|  |                                                       |
|  | Pisică domestică (F. catus)                           |
|  |                                                       |

|  | F. bieti                                         |
|  |                                                  |
|  | Pisică sălbatică africană (F. silvestris lybica) |
|  |                                                  |

|  | Pisică leopard (P. bengalensis)       |
|  |                                       |
|  | P. javanensis                         |
|  |                                       |
|  | Pisică cu capul turtit (P. planiceps) |
|  |                                       |
|  | Pisică pescar (P. viverrinus)         |
|  |                                       |
|  | Pisică pătată (P. rubiginosus)        |
|  |                                       |

|  | Manul (O. manul) |
|  |                  |

|  | Pisică leopard (P. bengalensis)       |
|  |                                       |
|  | P. javanensis                         |
|  |                                       |
|  | Pisică cu capul turtit (P. planiceps) |
|  |                                       |
|  | Pisică pescar (P. viverrinus)         |
|  |                                       |
|  | Pisică pătată (P. rubiginosus)        |
|  |                                       |

|  | Manul (O. manul) |
|  |                  |

| Acinonyx | Ghepard (Acinonyx jubatus)                                                          |
|          | Ghepard (Acinonyx jubatus)                                                          |
| Puma     | \| \| Pumă (P. concolor) \| \| \| \| \| \| Jaguarundi (P. yagouaroundi) \| \| \| \| |
|          | \| \| Pumă (P. concolor) \| \| \| \| \| \| Jaguarundi (P. yagouaroundi) \| \| \| \| |
|          | Pumă (P. concolor)                                                                  |
|          |                                                                                     |
|          | Jaguarundi (P. yagouaroundi)                                                        |
|          |                                                                                     |

|  | Pumă (P. concolor)           |
|  |                              |
|  | Jaguarundi (P. yagouaroundi) |
|  |                              |

|  | Pisică sălbatică europeană (F. silvestris silvestris) |
|  |                                                       |
|  | Pisică domestică (F. catus)                           |
|  |                                                       |

|  | F. bieti                                         |
|  |                                                  |
|  | Pisică sălbatică africană (F. silvestris lybica) |
|  |                                                  |

|  | Pisică sălbatică europeană (F. silvestris silvestris) |
|  |                                                       |
|  | Pisică domestică (F. catus)                           |
|  |                                                       |

|  | F. bieti                                         |
|  |                                                  |
|  | Pisică sălbatică africană (F. silvestris lybica) |
|  |                                                  |

|  | Pisică sălbatică europeană (F. silvestris silvestris) |
|  |                                                       |
|  | Pisică domestică (F. catus)                           |
|  |                                                       |

|  | F. bieti                                         |
|  |                                                  |
|  | Pisică sălbatică africană (F. silvestris lybica) |
|  |                                                  |

|  | Pisică sălbatică europeană (F. silvestris silvestris) |
|  |                                                       |
|  | Pisică domestică (F. catus)                           |
|  |                                                       |

|  | F. bieti                                         |
|  |                                                  |
|  | Pisică sălbatică africană (F. silvestris lybica) |
|  |                                                  |

|  | Pisică sălbatică europeană (F. silvestris silvestris) |
|  |                                                       |
|  | Pisică domestică (F. catus)                           |
|  |                                                       |

|  | F. bieti                                         |
|  |                                                  |
|  | Pisică sălbatică africană (F. silvestris lybica) |
|  |                                                  |

|  | Pisică sălbatică europeană (F. silvestris silvestris) |
|  |                                                       |
|  | Pisică domestică (F. catus)                           |
|  |                                                       |

|  | F. bieti                                         |
|  |                                                  |
|  | Pisică sălbatică africană (F. silvestris lybica) |
|  |                                                  |

|  | Pisică sălbatică europeană (F. silvestris silvestris) |
|  |                                                       |
|  | Pisică domestică (F. catus)                           |
|  |                                                       |

|  | F. bieti                                         |
|  |                                                  |
|  | Pisică sălbatică africană (F. silvestris lybica) |
|  |                                                  |

|  | Pisică sălbatică europeană (F. silvestris silvestris) |
|  |                                                       |
|  | Pisică domestică (F. catus)                           |
|  |                                                       |

|  | F. bieti                                         |
|  |                                                  |
|  | Pisică sălbatică africană (F. silvestris lybica) |
|  |                                                  |

|  | Pisică sălbatică europeană (F. silvestris silvestris) |
|  |                                                       |
|  | Pisică domestică (F. catus)                           |
|  |                                                       |

|  | F. bieti                                         |
|  |                                                  |
|  | Pisică sălbatică africană (F. silvestris lybica) |
|  |                                                  |

|  | Pisică sălbatică europeană (F. silvestris silvestris) |
|  |                                                       |
|  | Pisică domestică (F. catus)                           |
|  |                                                       |

|  | F. bieti                                         |
|  |                                                  |
|  | Pisică sălbatică africană (F. silvestris lybica) |
|  |                                                  |

|  | Pisică sălbatică europeană (F. silvestris silvestris) |
|  |                                                       |
|  | Pisică domestică (F. catus)                           |
|  |                                                       |

|  | F. bieti                                         |
|  |                                                  |
|  | Pisică sălbatică africană (F. silvestris lybica) |
|  |                                                  |

|  | Pisică sălbatică europeană (F. silvestris silvestris) |
|  |                                                       |
|  | Pisică domestică (F. catus)                           |
|  |                                                       |

|  | F. bieti                                         |
|  |                                                  |
|  | Pisică sălbatică africană (F. silvestris lybica) |
|  |                                                  |

|  | Pisică sălbatică europeană (F. silvestris silvestris) |
|  |                                                       |
|  | Pisică domestică (F. catus)                           |
|  |                                                       |

|  | F. bieti                                         |
|  |                                                  |
|  | Pisică sălbatică africană (F. silvestris lybica) |
|  |                                                  |

|  | Pisică sălbatică europeană (F. silvestris silvestris) |
|  |                                                       |
|  | Pisică domestică (F. catus)                           |
|  |                                                       |

|  | F. bieti                                         |
|  |                                                  |
|  | Pisică sălbatică africană (F. silvestris lybica) |
|  |                                                  |

|  | Pisică sălbatică europeană (F. silvestris silvestris) |
|  |                                                       |
|  | Pisică domestică (F. catus)                           |
|  |                                                       |

|  | F. bieti                                         |
|  |                                                  |
|  | Pisică sălbatică africană (F. silvestris lybica) |
|  |                                                  |

|  | Pisică sălbatică europeană (F. silvestris silvestris) |
|  |                                                       |
|  | Pisică domestică (F. catus)                           |
|  |                                                       |

|  | F. bieti                                         |
|  |                                                  |
|  | Pisică sălbatică africană (F. silvestris lybica) |
|  |                                                  |

|  | Pisică leopard (P. bengalensis)       |
|  |                                       |
|  | P. javanensis                         |
|  |                                       |
|  | Pisică cu capul turtit (P. planiceps) |
|  |                                       |
|  | Pisică pescar (P. viverrinus)         |
|  |                                       |
|  | Pisică pătată (P. rubiginosus)        |
|  |                                       |

|  | Manul (O. manul) |
|  |                  |

|  | Pisică leopard (P. bengalensis)       |
|  |                                       |
|  | P. javanensis                         |
|  |                                       |
|  | Pisică cu capul turtit (P. planiceps) |
|  |                                       |
|  | Pisică pescar (P. viverrinus)         |
|  |                                       |
|  | Pisică pătată (P. rubiginosus)        |
|  |                                       |

|  | Manul (O. manul) |
|  |                  |

|  | Pisică sălbatică europeană (F. silvestris silvestris) |
|  |                                                       |
|  | Pisică domestică (F. catus)                           |
|  |                                                       |

|  | F. bieti                                         |
|  |                                                  |
|  | Pisică sălbatică africană (F. silvestris lybica) |
|  |                                                  |

|  | Pisică sălbatică europeană (F. silvestris silvestris) |
|  |                                                       |
|  | Pisică domestică (F. catus)                           |
|  |                                                       |

|  | F. bieti                                         |
|  |                                                  |
|  | Pisică sălbatică africană (F. silvestris lybica) |
|  |                                                  |

|  | Pisică sălbatică europeană (F. silvestris silvestris) |
|  |                                                       |
|  | Pisică domestică (F. catus)                           |
|  |                                                       |

|  | F. bieti                                         |
|  |                                                  |
|  | Pisică sălbatică africană (F. silvestris lybica) |
|  |                                                  |

|  | Pisică sălbatică europeană (F. silvestris silvestris) |
|  |                                                       |
|  | Pisică domestică (F. catus)                           |
|  |                                                       |

|  | F. bieti                                         |
|  |                                                  |
|  | Pisică sălbatică africană (F. silvestris lybica) |
|  |                                                  |

|  | Pisică sălbatică europeană (F. silvestris silvestris) |
|  |                                                       |
|  | Pisică domestică (F. catus)                           |
|  |                                                       |

|  | F. bieti                                         |
|  |                                                  |
|  | Pisică sălbatică africană (F. silvestris lybica) |
|  |                                                  |

|  | Pisică sălbatică europeană (F. silvestris silvestris) |
|  |                                                       |
|  | Pisică domestică (F. catus)                           |
|  |                                                       |

|  | F. bieti                                         |
|  |                                                  |
|  | Pisică sălbatică africană (F. silvestris lybica) |
|  |                                                  |

|  | Pisică sălbatică europeană (F. silvestris silvestris) |
|  |                                                       |
|  | Pisică domestică (F. catus)                           |
|  |                                                       |

|  | F. bieti                                         |
|  |                                                  |
|  | Pisică sălbatică africană (F. silvestris lybica) |
|  |                                                  |

|  | Pisică sălbatică europeană (F. silvestris silvestris) |
|  |                                                       |
|  | Pisică domestică (F. catus)                           |
|  |                                                       |

|  | F. bieti                                         |
|  |                                                  |
|  | Pisică sălbatică africană (F. silvestris lybica) |
|  |                                                  |

|  | Pisică sălbatică europeană (F. silvestris silvestris) |
|  |                                                       |
|  | Pisică domestică (F. catus)                           |
|  |                                                       |

|  | F. bieti                                         |
|  |                                                  |
|  | Pisică sălbatică africană (F. silvestris lybica) |
|  |                                                  |

|  | Pisică sălbatică europeană (F. silvestris silvestris) |
|  |                                                       |
|  | Pisică domestică (F. catus)                           |
|  |                                                       |

|  | F. bieti                                         |
|  |                                                  |
|  | Pisică sălbatică africană (F. silvestris lybica) |
|  |                                                  |

|  | Pisică sălbatică europeană (F. silvestris silvestris) |
|  |                                                       |
|  | Pisică domestică (F. catus)                           |
|  |                                                       |

|  | F. bieti                                         |
|  |                                                  |
|  | Pisică sălbatică africană (F. silvestris lybica) |
|  |                                                  |

|  | Pisică sălbatică europeană (F. silvestris silvestris) |
|  |                                                       |
|  | Pisică domestică (F. catus)                           |
|  |                                                       |

|  | F. bieti                                         |
|  |                                                  |
|  | Pisică sălbatică africană (F. silvestris lybica) |
|  |                                                  |

|  | Pisică sălbatică europeană (F. silvestris silvestris) |
|  |                                                       |
|  | Pisică domestică (F. catus)                           |
|  |                                                       |

|  | F. bieti                                         |
|  |                                                  |
|  | Pisică sălbatică africană (F. silvestris lybica) |
|  |                                                  |

|  | Pisică sălbatică europeană (F. silvestris silvestris) |
|  |                                                       |
|  | Pisică domestică (F. catus)                           |
|  |                                                       |

|  | F. bieti                                         |
|  |                                                  |
|  | Pisică sălbatică africană (F. silvestris lybica) |
|  |                                                  |

|  | Pisică sălbatică europeană (F. silvestris silvestris) |
|  |                                                       |
|  | Pisică domestică (F. catus)                           |
|  |                                                       |

|  | F. bieti                                         |
|  |                                                  |
|  | Pisică sălbatică africană (F. silvestris lybica) |
|  |                                                  |

|  | Pisică sălbatică europeană (F. silvestris silvestris) |
|  |                                                       |
|  | Pisică domestică (F. catus)                           |
|  |                                                       |

|  | F. bieti                                         |
|  |                                                  |
|  | Pisică sălbatică africană (F. silvestris lybica) |
|  |                                                  |

|  | Pisică leopard (P. bengalensis)       |
|  |                                       |
|  | P. javanensis                         |
|  |                                       |
|  | Pisică cu capul turtit (P. planiceps) |
|  |                                       |
|  | Pisică pescar (P. viverrinus)         |
|  |                                       |
|  | Pisică pătată (P. rubiginosus)        |
|  |                                       |

|  | Manul (O. manul) |
|  |                  |

|  | Pisică leopard (P. bengalensis)       |
|  |                                       |
|  | P. javanensis                         |
|  |                                       |
|  | Pisică cu capul turtit (P. planiceps) |
|  |                                       |
|  | Pisică pescar (P. viverrinus)         |
|  |                                       |
|  | Pisică pătată (P. rubiginosus)        |
|  |                                       |

|  | Manul (O. manul) |
|  |                  |

Pisica de stuf este un membru al genului Felis din familia Felidae.
Rezultatele unei analize a ADN-ului mitocondrial al 55 de pisici de stuf din diverse zone biogeografice din India⁠(en)[traduceți] indică o variație genetică⁠(en)[traduceți] ridicată și o diferențiere relativ scăzută între populații. S-ar părea că populația central-indiană F. c. kutas separă populațiile de F. c. prateri din Deșertul Thar de restul și totodată populațiile sud-indiene de F. c. kelaarti de cele nord-indiene de F. c. affinis. Populațiile central-indiene sunt genetic mai înrudite de populațiile sudice decât de cele nordice.

## Caracteristici

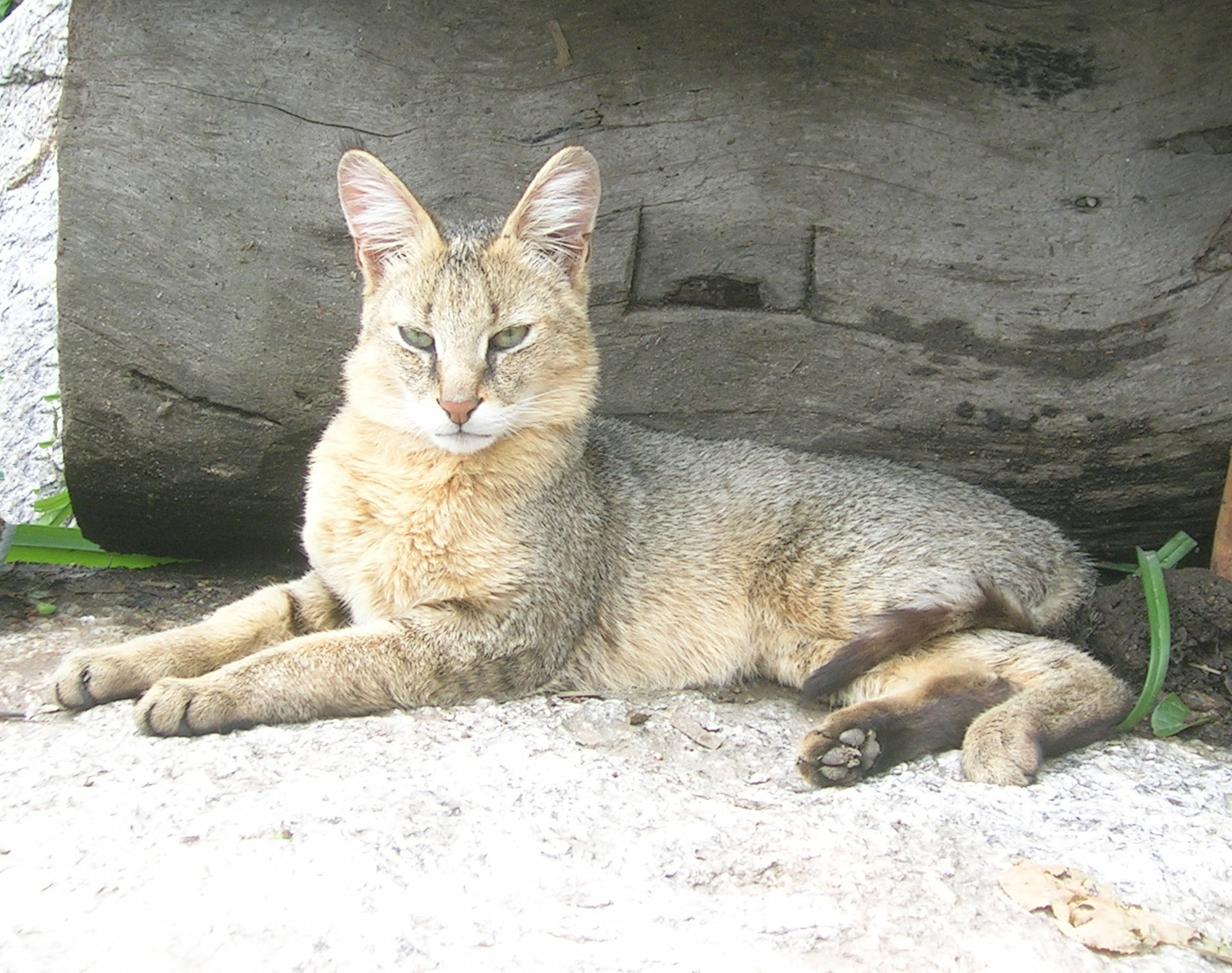
O privire din apropiere asupra unei pisici de stuf din subspecia F. c. affinis

Pisica de stuf este o felidă de mărime medie, cu picioare lungi, și cea mai mare dintre speciile extante din genul Felis. Lungimea capului plus cea a trunchiului este de obicei între 59 și 76 cm. Înălțimea până la greabăn este de aproape 36 cm. Pisica de stuf cântărește 2–16 kg. Mărimea corpului său scade de la vest la est; acest aspect a fost atribuit concurenței mai mari din partea pisicilor mici din est. Mărimea corpului prezintă o scădere similară de la latitudinile nordice către tropice. Dimorfe sexual, femelele tind să fie mai mici și mai ușoare decât masculii. Fața este lungă și îngustă, cu un bot alb. Urechile mari, ascuțite, de 4,5–8 cm în lungime și brune-roșiatice pe spate, sunt situate aproape una de cealaltă; câte un mic smoc de peri negri lungi de aproape 15 mm se ițește din vârful ambelor urechi. Ochii au iriși galbeni și pupile eliptice; în jurul ochiului se pot zări linii albe. Linii închise la culoare merg din colțul ochilor în josul lateralelor nasului, iar nasul este marcat de o pată întunecată. Craniul este destul de larg în regiunea arcadei zigomatice; astfel, capul acestei pisici pare a fi relativ mai rotund.
Blana, nisipie, brună-roșiatică sau cenușie, este colorată uniform și nu are puncte; indivizi cu melanism și cu albinism au fost raportați din subcontinentul indian. Pisicilor albe observate în zonele de litoral din sudul Gațiilor de Vest le lipseau ochii roșii tipici albinoșilor adevărați. Un studiu din 2014 a sugerat că coloritul lor ar putea fi atribuit împerecherii între indivizi mult prea apropiați. Puii sunt dungați și cu puncte, iar adulții pot păstra câteva dintre semne. Peri cu vârful întunecat acoperă corpul, conferindu-i pisicii un aspect pestriț. Burta este în general mai deschisă la culoare decât restul corpului și partea din față a gâtului este palidă. Blana este mai deasă pe spate decât pe părțile inferioare. Două năpârliri pot fi observate pe an; blana este mai aspră și mai ușoară vara decât iarna. Părțile interioare ale picioarelor din față prezintă patru până la cinci inele; semne nedeslușite pot fi văzute pe partea dinafară. Coada cu vârf negru, lungă de 21 până la 36 cm, este marcată de două până la trei inele întunecate pe ultima treime a lungimii. Urmele labelor măsoară în jur de 5 cm × 6 cm; pisica poate acoperi 29 până la 32 cm cu un singur pas. Există o șiră a spinării deslușită. Datorită picioarelor lungi, cozii scurte și a smocurilor de la urechi, pisica de stuf se aseamănă cu un râs mic. Este mai mare și mai zveltă decât o pisică domestică.

## Răspândire și habitat

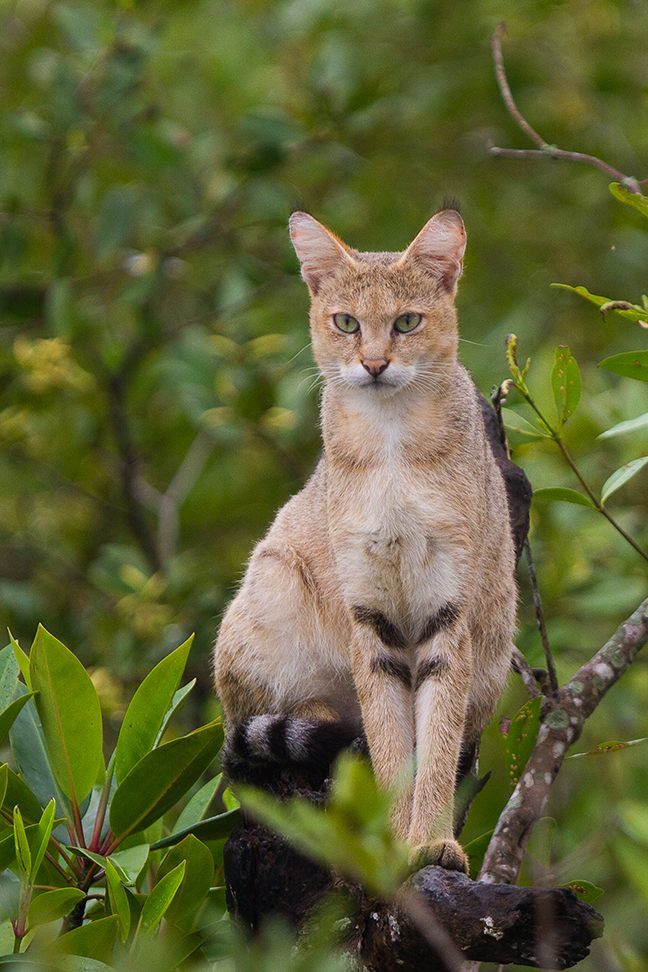
O pisică de stuf în Sundarbans, India

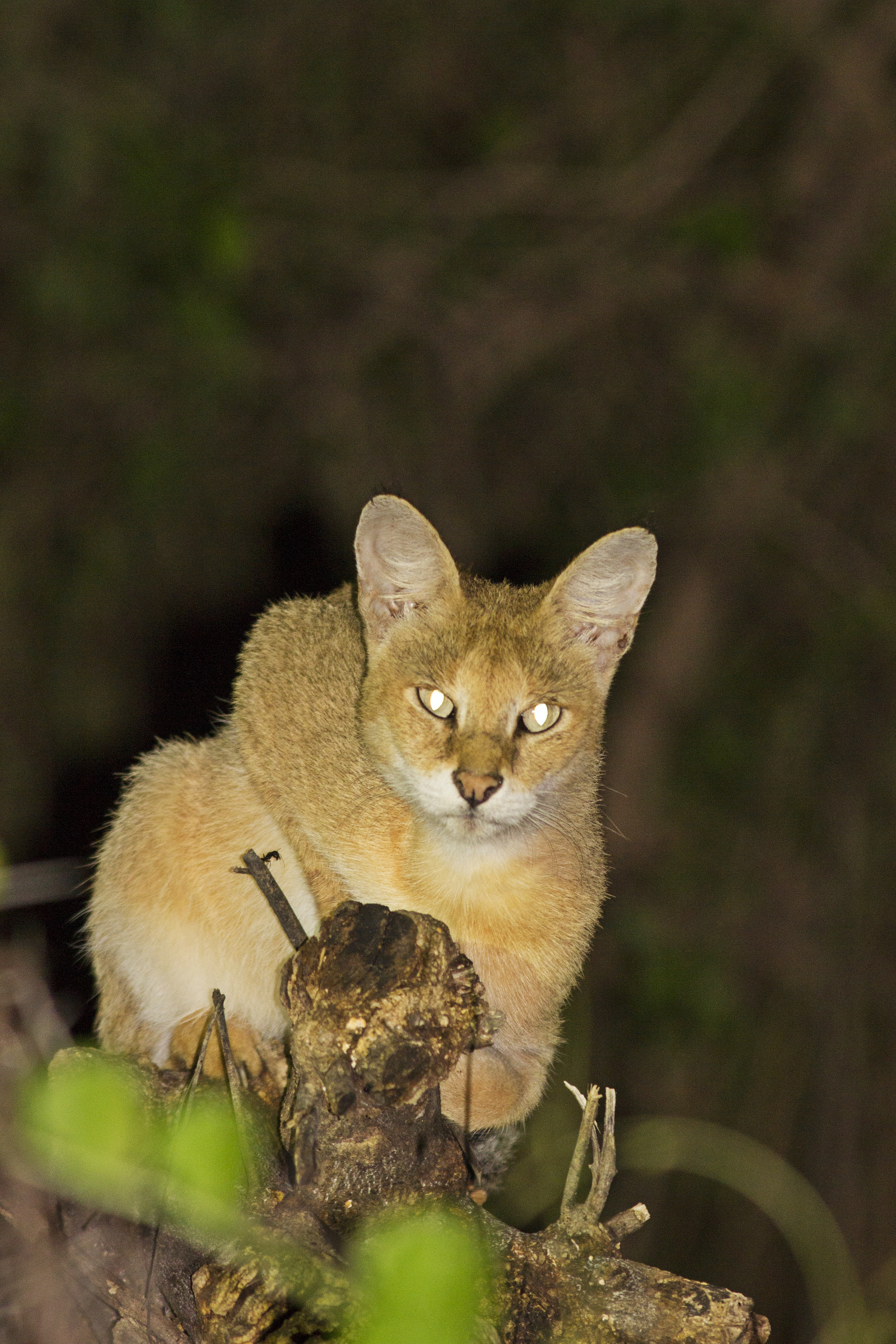
Femelă la marginea șoselei în apropiere de Thol Bird Sanctuary, Gujarat, India

Pisica de stuf se găsește în Orientul Mijlociu, Caucaz, subcontinentul indian, Asia Centrală și de Sud-Est, Sri Lanka și sudul Chinei.
Tolerând o gamă largă de habitate⁠(en)[traduceți], pisica de stuf populează locuri cu apă adecvată și vegetație deasă, precum mlaștini, zone umede, zone litorale și riverane⁠(en)[traduceți], pajiști și zone arbustive. Este comună pe terenuri agricole, precum câmpuri de leguminoase cu boabe și de trestie de zahăr, de-a lungul arealului său, și a fost des observată în apropiere de așezări umane. Fiindcă trestiile și gramineele înalte sunt tipice habitatului său, este cunoscută drept „pisică de stuf” sau „pisică de mlaștină”. Poate prospera chiar și în zone cu vegetație răsfirată, dar nu se adaptează bine la zone cu climat rece și este rară în zonele unde ninsorile sunt comune. Consemnările istorice indică că se găsește la altitudini de până la 2.310 m în Munții Himalaya. Evită pădurile umede și zonele împădurite.
În Turcia a fost semnalată în zone umede în apropiere de Manavgat, în Laguna Akyatan⁠(en)[traduceți] pe coasta de sud și în apropiere de Lacul Eğirdir⁠(en)[traduceți].
În teritoriile palestiniene a fost semnalată în guvernoratele Nablus, Ramallah, Ierihon și Ierusalim din Cisiordania în cadrul unor sondaje desfășurate între 2012 și 2016.
În Iran populează o varietate de tipuri de habitat de la câmpii și terenuri agricole până la munții, la înălțimi care variază de la 45 până la 4.178 m în cel puțin 23 din cele 31 de provincii ale Iranului.
În Pakistan a fost fotografiată în districtele Haripur⁠(en)[traduceți], Dera Ismail Khan⁠(en)[traduceți] și Sialkot⁠(en)[traduceți] și în Langh Lake Wildlife Sanctuary.
În India este cea mai comună felidă sălbatică mică.
În Nepal a fost semnalată în habitat alpin la înălțimi de 3.000–3.300 m în Aria de Conservare din Annapurna⁠(en)[traduceți] între 2014 și 2016.
În Malaysia a fost semnalată într-o pădure extrem de fragmentată din statul Selangor în 2010.
Câteva mumii⁠(en)[traduceți] de pisică de stuf au fost găsite în rândul pisicilor din Egiptul Antic⁠(en)[traduceți].

## Ecologie și comportament

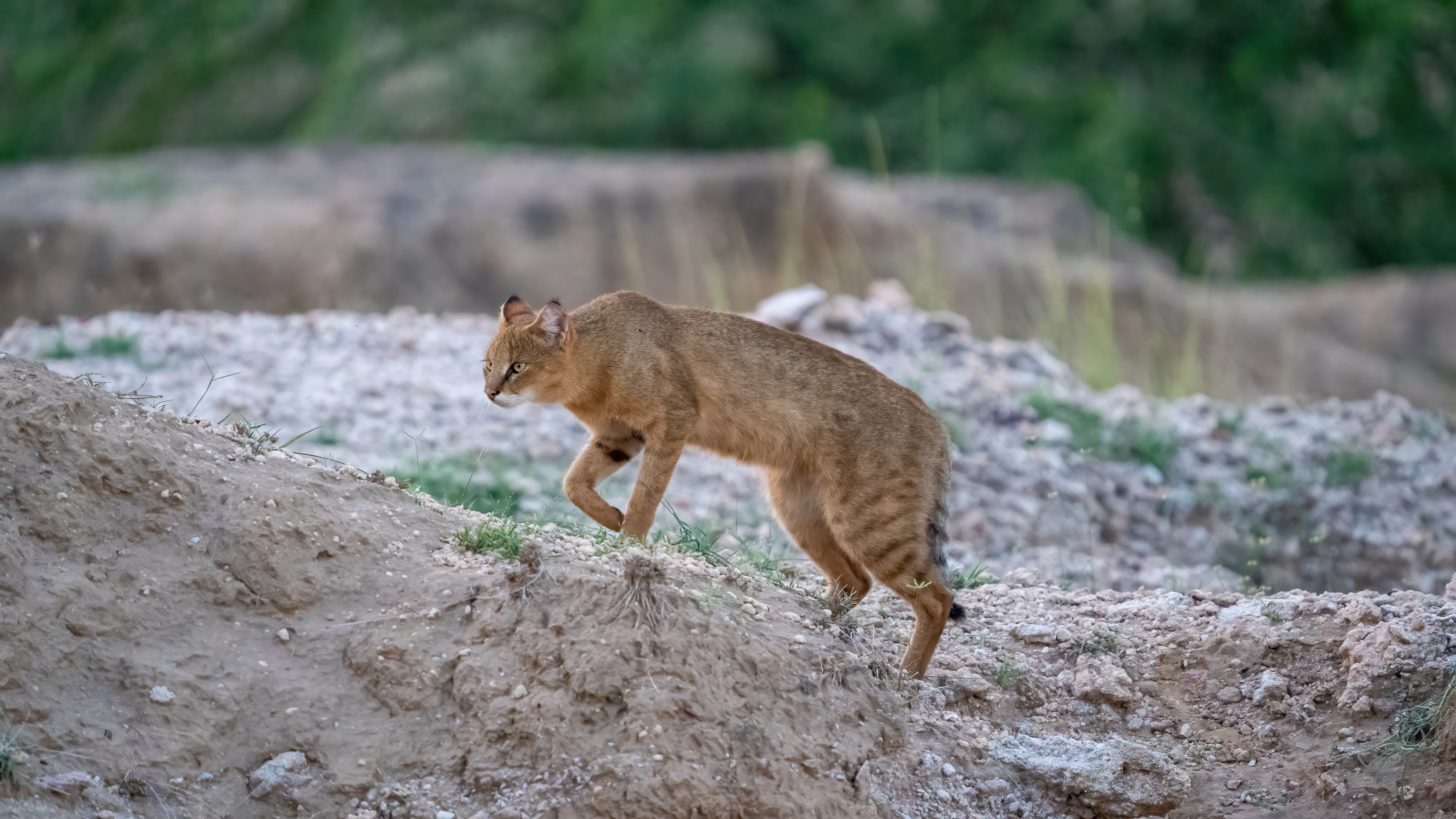
Pisică de stuf în Rajasthan

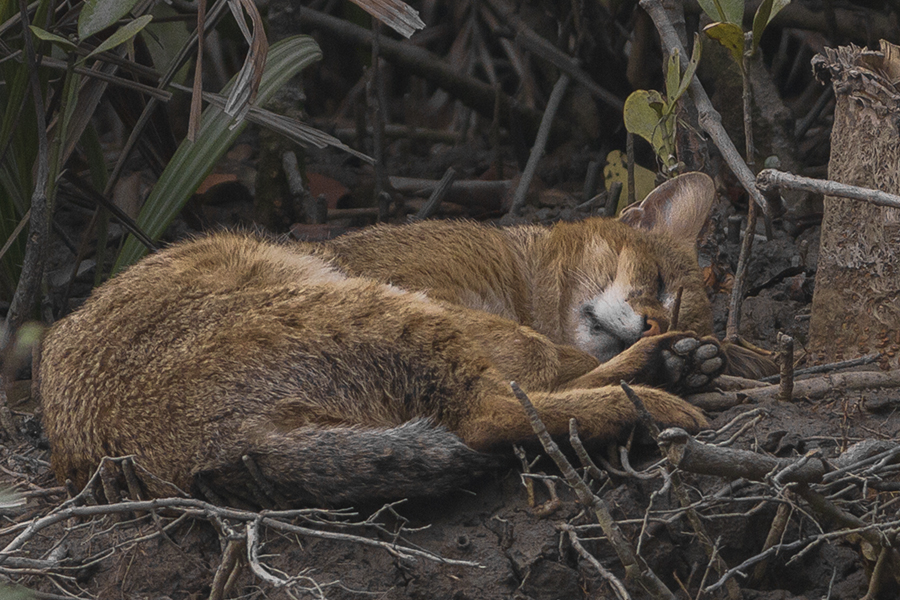
Pisică de stuf în Sundarbans

Pisica de stuf este de regulă diurnă și vânează pe durata întregii zile. Activitatea sa tinde să scadă pe durata orelor fierbinți de amiază. Se odihnește în galerii, hățișuri de iarbă și petice arbustive. Se scaldă la soare des în zilele de iarnă. S-a estimat că pisicile de stuf parcurg 3–6 km pe noapte, însă acest lucru probabil variază în funcție de disponibilitatea prăzilor. Comportamentul pisicii de stuf nu a fost studiat în amănunt. Este solitară și intră în contact cu congeneri numai în sezonul de împerechere. Singura interacțiune proeminentă este legătura mamă-pui. Teritoriile sunt menținute prin împroșcare cu urină și marcare cu miros; câțiva masculi au fost observați frecându-și obrajii⁠(en)[traduceți] de obiecte pentru a le marca.
Leoparzii, tigrii, urșii, crocodilii, câinii sălbatici asiatici, șacalii aurii, pisicile pescar, păsările răpitoare mari și șerpii sunt prădătorii principali ai pisicii de stuf. Șacalul auriu în particular poate fi un concurent major pentru pisica de stuf. Atunci când întâmpină o amenințare, pisica de stuf va vocaliza înainte de a se avânta la atac, producând sunete ca niște mici răgete – un comportament deloc comun pentru alți membri ai genului Felis. Mieunatul pisicii de stuf este de asemenea oarecum mai jos decât cel al unei pisici domestice tipice. Pisica de stuf poate găzdui paraziți precum căpușe din genul Haemaphysalis și specii de trematode din genul Heterophyes⁠(en)[traduceți].

### Dietă și vânarea prăzii

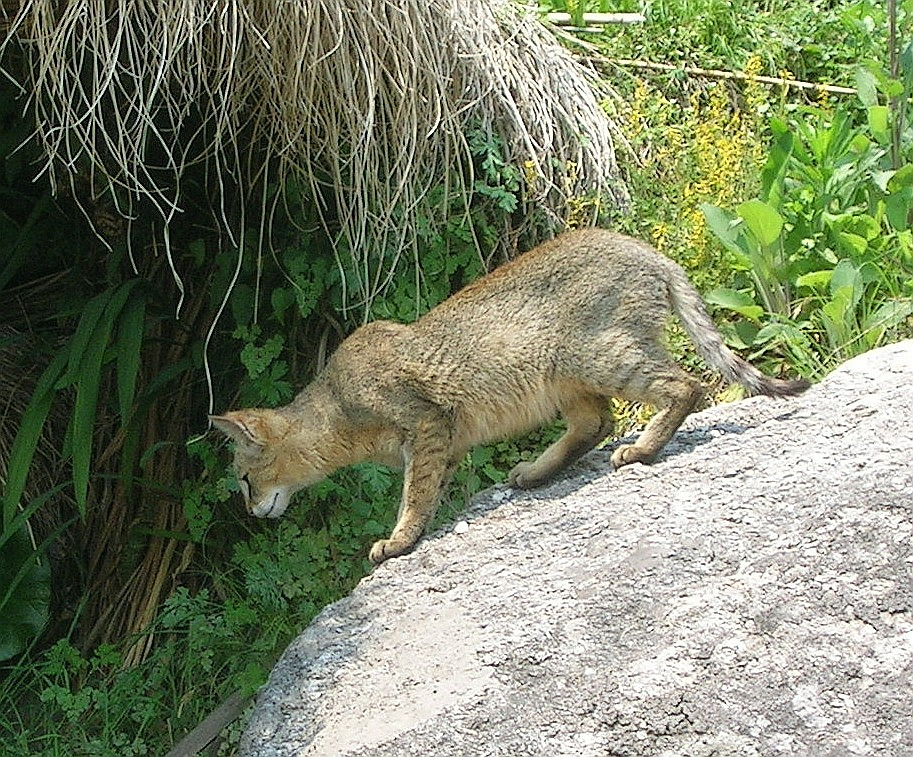
O pisică de stuf pândind pradă

Fiind în cea mai mare parte o carnivoră, pisica de stuf preferă mamifere mici precum gerbili, iepuri propriu-ziși și rozătoare. Vânează de asemenea păsări, pești, broaște, insecte și șerpi mici. Prada sa cântărește de regulă mai puțin de 1 kg, dar ocazional include mamifere nu mai mari decât gazelele tinere. Pisica de stuf este neobișnuită prin faptul că este parțial omnivoră: mănâncă fructe, mai ales iarna. Într-un studiu desfășurat în Sariska Tiger Reserve⁠(en)[traduceți], s-a aflat că rozătoarele alcătuiau până la 95 % din dieta sa.
Pisica de stuf vânează pândindu-și prada, după care țâșnește sau sare; urechile agere ajută la identificarea locației prăzii. Folosește diferite tehnici pentru a își asigura prada. Pisica a fost observată căutând bizami în găurile lor. La fel ca caracalul, pisica de stuf poate efectua unul sau două salturi înalte în aer pentru a apuca păsări. Este de asemenea un cățărător eficient. Pisica de stuf a fost înregistrată alergând cu o viteză de 32 km/h. Este un înotător eficient ce poate înota până la 1,5 km în apă și se poate avânta în aceasta pentru a prinde pești.

### Reproducere

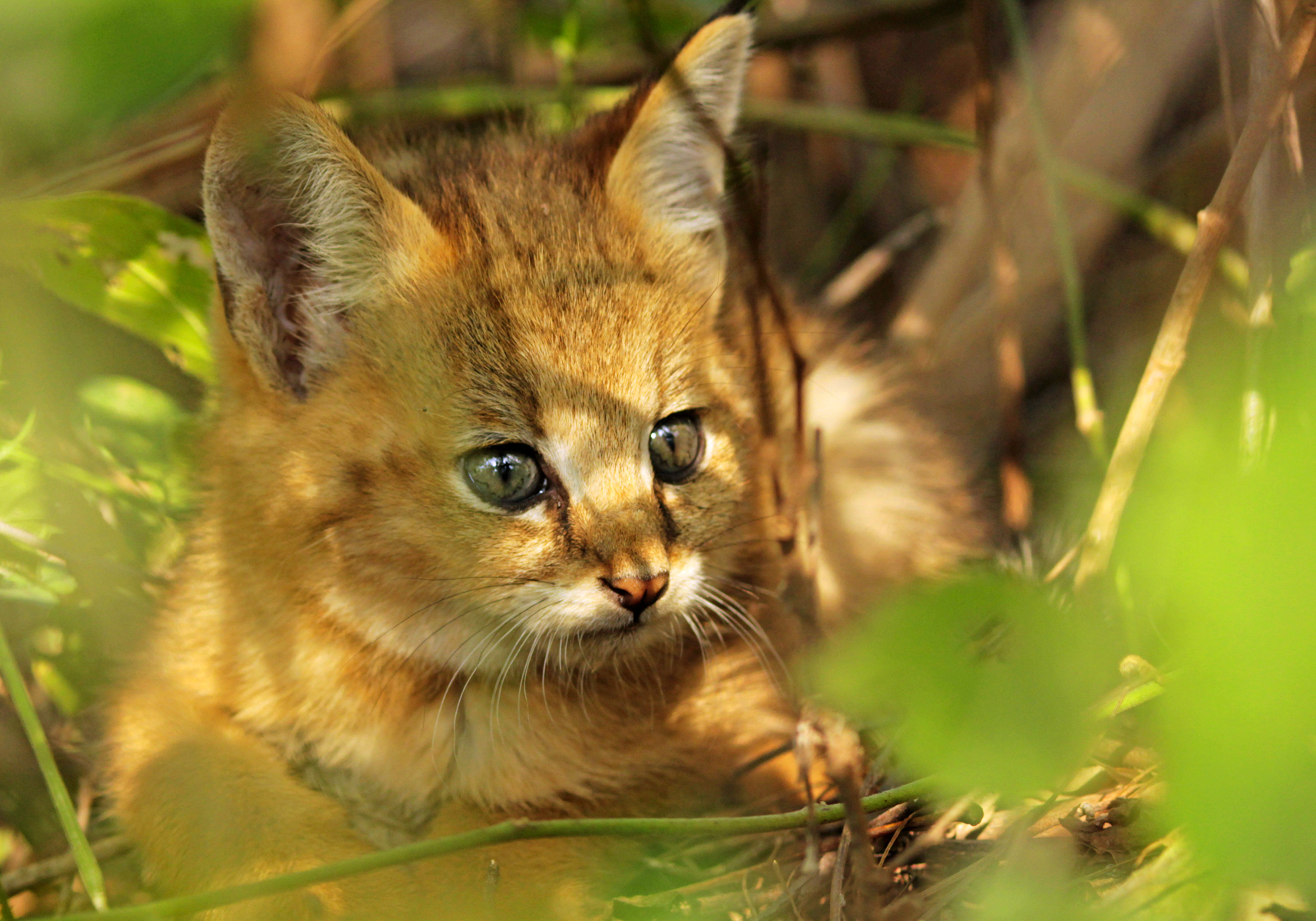
Un pui de pisică de stuf

Ambele sexe devin mature sexual⁠(en)[traduceți] până ce ating vârsta de un an. Femelele intră în estru, ce durează vreme de în jur de cinci zile, din ianuarie până în martie. La masculi, spermatogeneza are loc în principal în februarie și martie. În sudul Turkmenistanului, împerecherea are loc din ianuarie până la începutul lui februarie. Sezonul de împerechere este marcat de lupte zgomotoase în rândul masculilor pentru dominanță⁠(en)[traduceți]. Comportamentul de împerechere este asemănător cu cel al pisicii domestice: masculul urmărește femela aflată la estru, o apucă de ceafa gâtului și o încalecă. Vocalizările și rânjirea colților⁠(en)[traduceți] sunt proeminente pe durata curtării. După o copulație de succes, femela eliberează un strigăt puternic și reacționează cu aversiune față de partenerul ei. Perechea apoi se separă.
Gestația durează aproape două luni. Nașterile au loc între decembrie și iunie, însă acest lucru poate să varieze la nivel goegrafic. Înaintea parturiției, mama pregătește o vizuină din iarbă într-o galerie de animal abandonată, într-un copac găunos sau pe un strat de stuf. Rândurile de pui numără unul până la cinci pui, de regulă doi până la trei pui. Femelele pot da naștere la două rânduri de pui într-un an. Puii cântăresc între 43 și 55 g la naștere, tinzând să fie mult mai mici în sălbăticie decât în captivitate. Inițial orbi și neajutorați, își deschid ochii la vârsta de 10 până la 13 zile și până la vârsta de în jur de trei luni sunt înțărcați complet. Masculii de obicei nu participă la creșterea puilor; totuși, în captivitate, masculii par să fie foarte protectivi față de progeniturile lor. Puii încep să își prindă propria lor pradă la vârsta de în jur de șase luni și părăsesc mama după opt sau nouă luni. Speranța de viață a pisicii de stuf în captivitate este de 15 până la 20 de ani; este posibil să fie mai ridicată decât cea din sălbăticie.
Perioada generației⁠(en)[traduceți] la pisica de stuf este de 5,2 ani.

## Amenințări

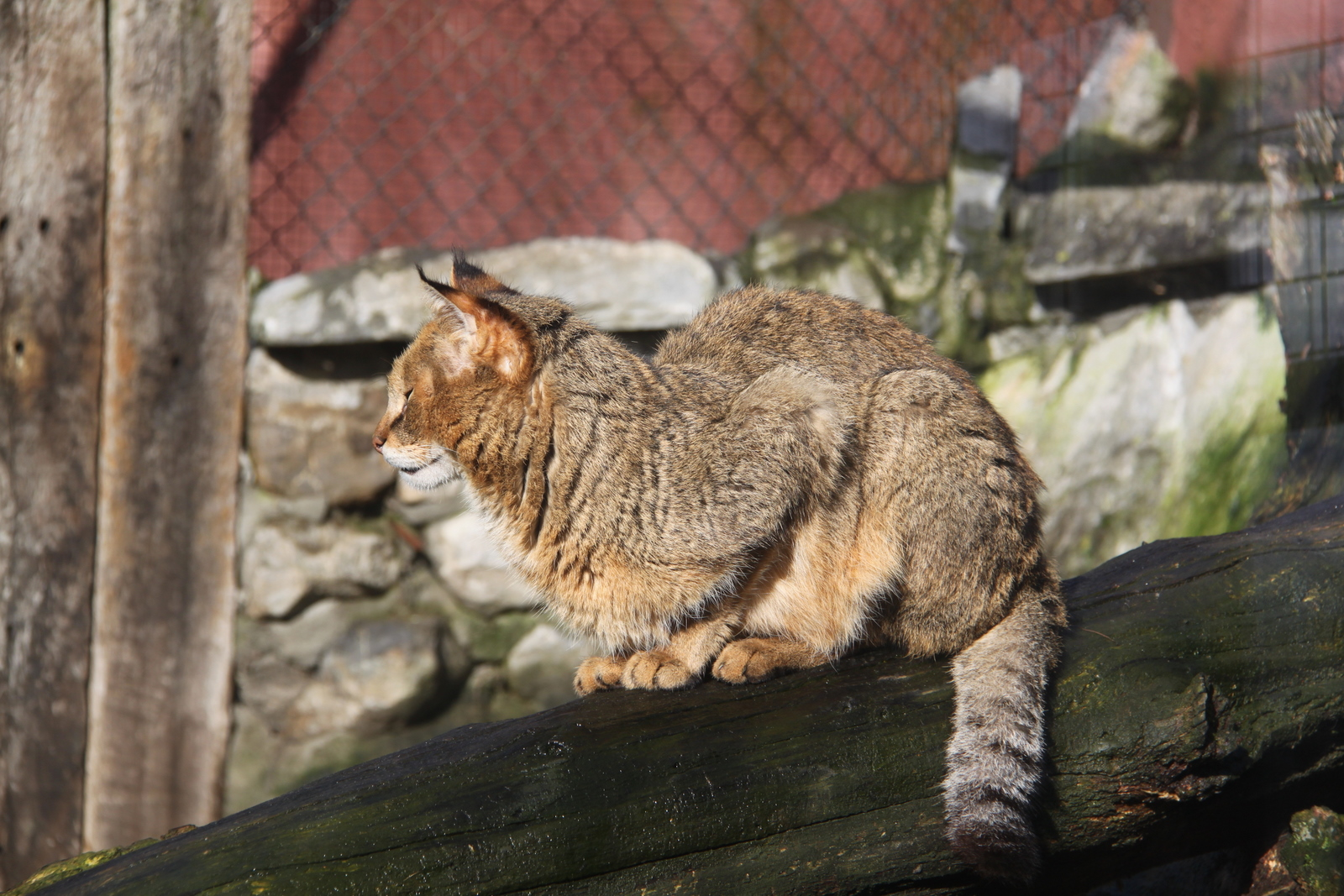
O pisică de stuf la Olmense Zoo, Belgia

Printre amenințările majore la adresa pisicii de stuf se numără pierderea de habitat precum distrugerea de zone umede, construirea de baraje, poluarea mediului, industrializarea și urbanizarea. Vânătoarea ilegală este o amenințare în Turcia și Iran. Raritatea sa în Asia de Sud-Est este posibil cauzată de nivelurile ridicate de vânătoare.
Din anii 1960 încoace, populațiile de pisică de stuf caucaziană ce trăiesc de-a lungul Mării Caspice și în state din lanțul Caucazului sunt în declin rapid. Astăzi mai persistă numai populații mici. Nu a existat nicio semnalare în Rezervația Naturală Astrakhan⁠(en)[traduceți] din Delta Volgăi din anii 1980 înoace. Este rară în Orientul Mijlociu. În Iordania este puternic afectată de extinderea zonelor agricole de-a lungul albiilor râurilor Yarmuk și Iordan, unde fermierii au vânat și otrăvit pisici de stuf ca reacție ofensivă la atacurile asupra păsărilor de curte. Și în Afganistan este considerată rară și amenințată. India a exportat piei de pisică de stuf în numere mari, până ce acest comerț a fost interzis în 1979; ceva comerț ilegal încă continuă în țară, în Egipt și în Afganistan.
În anii 1970, pisici de stuf din Asia de Sud-Est încă obișnuiau să fie cele mai comune felide sălbatice din apropierea satelor în anumite părți din nordul Thailandei și se întâlneau în multe arii protejate ale țării. Totuși, de la începutul anilor 1990 încoace, pisicile de stuf sunt rareori întâlnite și au suferit declinuri drastice din cauza vânării și a distrugerii de habitat. Astăzi, starea lor oficială în țară este de critic pe cale de dispariție⁠(en)[traduceți]. În Cambodgia, Laos și Vietnam, pisicile de stuf au fost supuse vânării excesive. Sunt ocazional înregistrate piei în piețe de graniță, iar indivizi vii, posibil luați din Myanmar sau Cambodgia, își fac ocazional apariția în grădinile zoologice din Khao Khieo și Chiang Mai din Thailanda.

## Conservare
Pisica de stuf este listată în cadrul Anexei II a CITES. Vânarea este interzisă în Bangladesh, China, India, Israel, Myanmar, Pakistan, Tadjikistan, Thailanda și Turcia. Dar în Bhutan, Georgia, Laos, Lebanon, Nepal, Sri Lanka și Vietnam nu beneficiază de protecție legală în afara ariilor protejate.